# День Німецької єдності
День Німецької єдності (нім. Tag der Deutschen Einheit) — національний день Німеччини, що святкується 3 жовтня та є вихідним днем. Цього дня у 1990 році відбулося об’єднання двох німецьких республік в єдину Федеративну Республіку Німеччину.
Є одним з дев'яти загальнодержавних свят Німеччини, що відзначаються в усіх землях.
Зазвичай цього дня проводяться святкові церемонії та фестивалі (нім. Bürgerfest) щораз в іншому місті Німеччини.

## Історія
До возз’єднання «День німецької єдності» (нім. Tag der deutschen Einheit — з маленьким d) в Західній Німеччині відзначався 17 червня на згадку про задушене повстання 17 червня 1953 в Східній Німеччині проти комуністичної влади. У Східній Німеччині національним святом був «День Республіки» (нім. Tag der Republik), що відзначався 7 жовтня з нагоди заснування у 1949 році Німецької Демократичної Республіки.
Після об’єднання в 1990 році планувалося призначити національний день на 9 листопада, оскільки саме 9 листопада було днем падіння Берлінської стіни. Проте цей так званий Доленосний день в історії Німеччини був пов’язаний також з чорними подіями: Пивним путчем та єврейськими погромами 1938 року. Тому для нового свята було обрано день фактичного об’єднання 3 жовтня.

## Офіційне святкування
Офіційне святкування з нагоди Дня Німецької єдності з 1990 року зазвичай відбувається в столиці федеральної землі, яка якраз головує в Бундесраті. Традиційно в місті, де проводиться святкування, організовують міський фестиваль (нім. Bürgerfest). На імпровізованій алеї федеральних земель кожна земля Німеччини має свій павільйон.
Cвяткування проходили в таких містах:
| - 1990 Берлін - 1991 Гамбург - 1992 Шверін - 1993 Саарбрюкен - 1994 Бремен - 1995 Дюссельдорф - 1996 Мюнхен - 1997 Штутгарт - 1998 Ганновер - 1999 Вісбаден - 2000 Дрезден - 2001 Майнц - 2002 Берлін | - 2003 Магдебург - 2004 Ерфурт - 2005 Потсдам - 2006 Кіль - 2007 Шверін - 2008 Гамбург - 2009 Саарбрюкен - 2010 Бремен - 2011 Бонн, столиця Федеративної республіки Німеччини з 1949 до 1990 - 2012 Мюнхен - 2013 Штутгарт - 2014 Ганновер - 2015 Франкфурт-на-Майні - 2016 Дрезден - 2017 Майнц - 2018 Берлін - 2019 Кіль - 2020 Потсдам - 2021 Галле - 2022 Ерфурт - 2023 Гамбург |

## Дивись також
- День Соборності

## Галерея

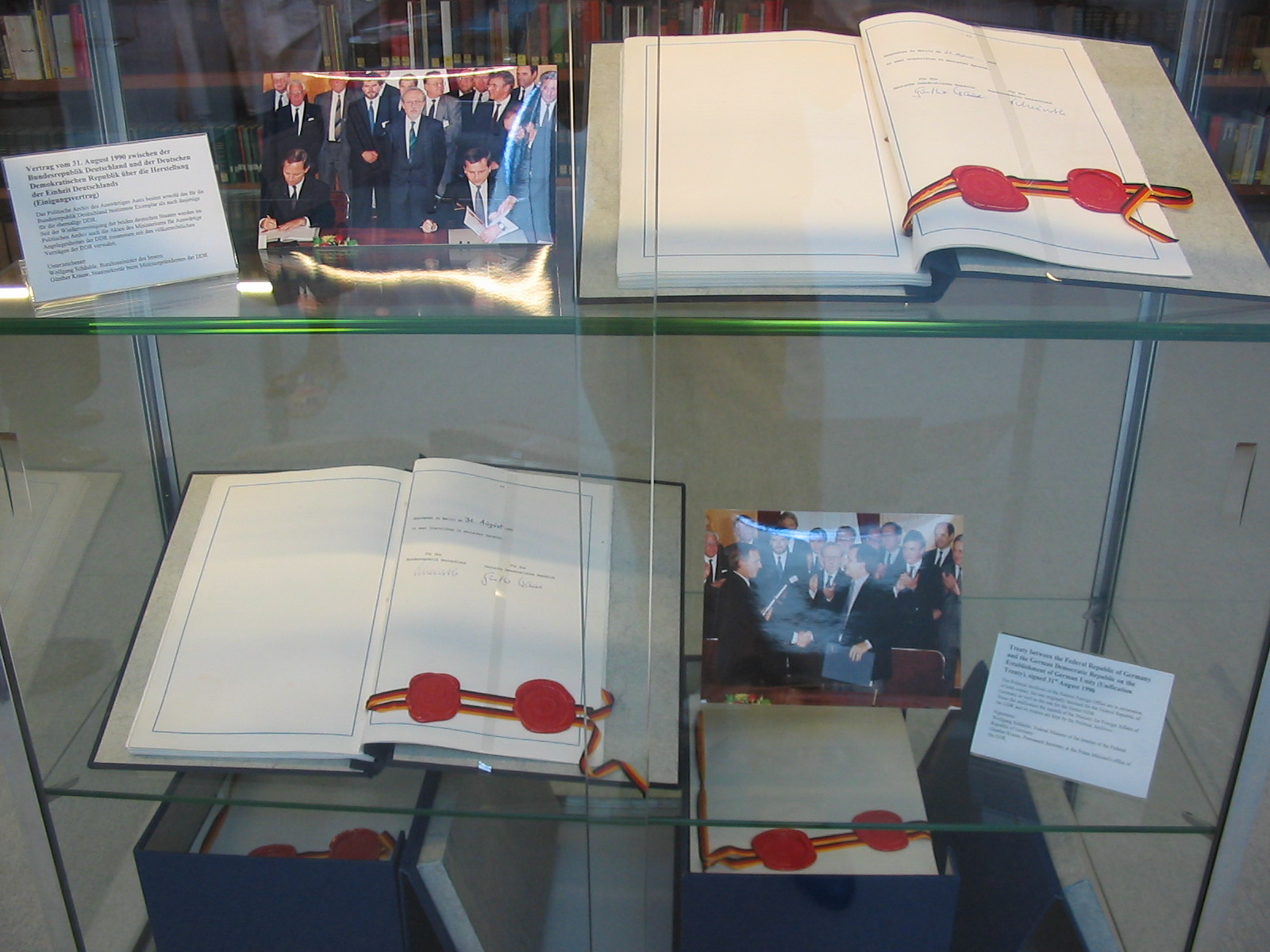
Обидва примірники «Договору про об’єднання Німеччини» в архіві міністерства закордонних справ Німеччини
Поштова марка Німецької пошти з нагоди 20-річчя об’єднання НімеччиниПоштова марка Німецької пошти з нагоди 20-річчя об’єднання Німеччини
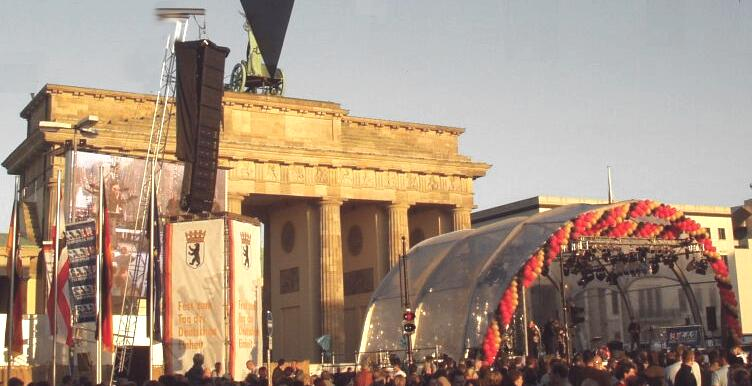
Святкування 2004 року в Берліні